# Le Petit Dieu vert de l'agonie
Le Petit Dieu vert de l'agonie (titre original : The Little Green God of Agony) est une nouvelle de Stephen King parue tout d'abord en 2011 dans l'anthologie A Book of Horrors, éditée par Stephen Jones (en), puis dans le recueil Le Bazar des mauvais rêves en 2015.

## Résumé
Katherine MacDonald, l'infirmière du riche Andrew Newsome, est convaincue que celui-ci pourrait se débarrasser de ses douleurs persistantes, séquelles d'un accident d'avion, s'il acceptait une thérapie plus contraignante. Newsome fait appel à un guérisseur qui promet d'expulser la douleur.

## Genèse
La nouvelle est parue tout d'abord le 1er septembre 2011 dans l'anthologie A Book of Horrors, éditée par Stephen Jones (en), et a été incluse par la suite dans le recueil Le Bazar des mauvais rêves en 2015.